# Roland Emmerich
Roland Emmerich (Stuttgart, 10 november 1955) is een Duitse filmregisseur en -producent, vooral bekend om zijn sciencefictionfilms. Zijn films hebben wereldwijd meer dan $ 3 miljard opgebracht.

## Levensloop
Emmerich is geboren in de Zuid-Duitse deelstaat Baden-Württemberg. In zijn jeugd schilderde hij en maakte ook sculpturen. Tijdens zijn studie aan de filmschool in München moest hij een film maken genaamd Das Arche Noah Prinzip die voor het eerst te zien was tijdens het filmfestival van Berlijn in 1984. De film werd een groot succes en de rechten ervan werden verkocht aan meer dan twintig landen. Hij richtte zijn eigen productiebedrijf op genaamd Centropolis Film Productions (nu Centropolis Entertainment) en begon met het regisseren van bovennatuurlijke fantasyfilms in het Duits. Zijn eerste Engelstalige film, Moon 44, uit de negentiger jaren, werd direct op video uitgebracht in de Verenigde Staten met daarin Dean Devlin.

## Films (selectie)
- Das Arche Noah Prinzip (1984, West-Duitsland) – regisseur, schrijver
- Joey aka Making Contact (1985, West-Duitsland) – regisseur, schrijver
- Hollywood-Monster aka Ghost Chase (1987, West-Duitsland) – regisseur, producent
- Moon 44 (1990, West-Duitsland) – regisseur, producent, schrijver
- Universal Soldier (1992) – regisseur
- The High Crusade (1994) – producent
- Stargate (1994) – regisseur, schrijver
- Independence Day (1996) – regisseur, uitvoerend producent, schrijver
- The Visitor (1997) – bedenker, uitvoerend producent
- Godzilla (1998) – regisseur, uitvoerend producent, schrijver
- The Thirteenth Floor (1999) – producent
- The Patriot (2000) – regisseur, uitvoerend producent
- Eight Legged Freaks (2002) – uitvoerend producent
- The Day After Tomorrow (2004) – regisseur, producer, schrijver
- Trade (2007) – producent
- 10,000 BC (2008) – regisseur, producent, schrijver
- 2012 (2009) – regisseur, producent, schrijver
- Anonymous (2011) – regisseur, producent
- White House Down (2013) – regisseur, producent
- Stonewall (2015) – regisseur, producent
- Independence Day: Resurgence (2016) – regisseur, producent, schrijver
- Midway (2019) – regisseur, producent
- Moonfall (2022) – regisseur, producent, schrijver

- Bibsys: 90946083
- Biblioteca Nacional de Chile: 000428811
- Biblioteca Nacional de España: XX915471
- Bibliothèque nationale de France: cb13995157f (data)
- CiNii: DA09744914
- Gemeinsame Normdatei: 11882516X
- International Standard Name Identifier: 0000 0001 0858 9962
- Library of Congress Control Number: n95065690
- MusicBrainz: 5b40da8c-b3f9-4e01-b235-17234d24b451
- Bibliotheek van het Japanse parlement: 00513086
- Nationale Bibliotheek van Tsjechië: xx0012074
- Nationale bibliotheek van Australië: 35153577
- Nationale Bibliotheek van Israël: 987007447684205171
- Nationale Bibliotheek van Polen: a0000001039209
- Nederlandse Thesaurus van Auteursnamen: 141322705
- Réseau des bibliothèques de Suisse occidentale: 02-A003216382
- SNAC: w6vh6jjt
- Système universitaire de documentation: 057237654
- Trove: 844179
- Virtual International Authority File: 85378090
- WorldCat: E39PCjKMKfcW8VGtpXyVMPpRXd